# Causse-et-Diège
 Causse-et-Diège  (en occitano Causse e Diège) es una población y comuna francesa, situada en la región de Mediodía-Pirineos, departamento de Aveyron, en el distrito de Villefranche-de-Rouergue y cantón de Capdenac-Gare.

## Demografía
| 727 | 676 | 627 | 607 | 597 | 624 |
| Para los censos de 1962 a 1999 la población legal corresponde a la población sin duplicidades (Fuente: INSEE [Consultar]) |     |     |     |     |     |